# 上陵镇
上陵镇是中国广东省河源市和平县下辖的一个镇，位于和平县北部。辖区总面积146.6平方公里，下辖1个社区17个村，总人口2.7434万人。上陵镇地处山区，最高峰为海拔1009米的紫云嶂。旅游景点有羊石峰、五指山峰、陈坑水、翠山竹海等。农业特产有竹凉席等竹制品、香菇、木耳、椪柑、板栗等。

## 行政区划
现辖：
街道社区、黄沙村、江口村、百龙村、寨西村、下陵村、三乐村、富良村、新民村、丰溪村、中洞村、翠山村、上陵村、米福村、瑞州村、罗村、桃源村和增公村。

## 交通
- 中国国家高速公路网中的大广高速公路联络线 粤赣高速公路纵贯上陵而过。
- 京九铁路：上陵站，是京九铁路进入广东的第一站。